# Agnes Mulder
Agnes Henriëtte Mulder (Hardenberg, 21 oktober 1973) is een Nederlands bestuurster en voormalig politica. Ze is lid van het CDA. Sinds 1 juni 2023 is zij directeur van VNO-NCW MKB Noord. Van 20 september 2012 tot 9 mei 2023 was zij Tweede Kamerlid.

## Levensloop
Mulder is geboren en getogen in Hardenberg. Ze ging er naar de lagere school en naar het vwo op de Chr. Scholengemeenschap "Jan van Arkel". Van 1992 tot 1993 studeerde ze Engels (propedeuse) en van 1993 tot 1998 internationale betrekkingen (internationale politieke economie) aan de Rijksuniversiteit Groningen. Tijdens haar studie deed zij internationale ervaring op bij het Centre for European Policy Studies (CEPS) in Brussel en werd zij lid van het CDA. In Groningen werd zij actief bij het CDJA en later ook bij het landelijke algemeen bestuur. Mulder heeft van 1998 tot 2004 bij ABN AMRO gewerkt en van 2004 tot 2012 bij de Kamer van Koophandel.
In 2003 werd Mulder verkozen tot lid van de Provinciale Staten van Drenthe en werd vice-fractievoorzitter. Door haar mede-Statenleden werd Mulder verkozen tot beste Statenlid van Drenthe over de periode 2003-2007. In juni 2009 voerde zij een voorkeurscampagne voor het Europees Parlement vanwege haar negende plek op de kieslijst met de slogan Stem een Drent in het Europarlement. Hiermee vergaarde zij 16.000 stemmen. Mede op basis van dit resultaat werd Mulder lijsttrekker voor de verkiezing in 2010 van de gemeenteraad van Assen. Haar partij haalde vijf zetels en zij werd fractievoorzitter.
Voor de Tweede Kamerverkiezingen van 2012 was Mulder nummer 9 op de kandidatenlijst van het CDA; zij werd dus tot Tweede Kamerlid gekozen. In 2017 stond zij op nummer 13 van de kandidatenlijst. In 2021 werd zij herkozen. Op 19 april 2023 maakte Mulder bekend te stoppen als Kamerlid om op 1 juni dat jaar directeur te worden van werkgeversorganisatie VNO-NCW MKB Noord. Op 9 mei dat jaar nam zij afscheid als Tweede Kamerlid en werd zij benoemd tot ridder in de Orde van Oranje-Nassau. Op 10 mei dat jaar werd ze in de Tweede Kamer opgevolgd door Eline Vedder-Monaster. Sinds 1 januari 2024 is zij commissaris bij Energie Beheer Nederland (EBN). Verder is zij bestuurslid van Nieuwjaarsreceptie Noord-Nederland.

## Persoonlijk
Mulder is vrijgezel en is lid van de Protestantse Kerk in Nederland (PKN).
- Parlement.com: vj0ac8qc7flo